# 비엘룬

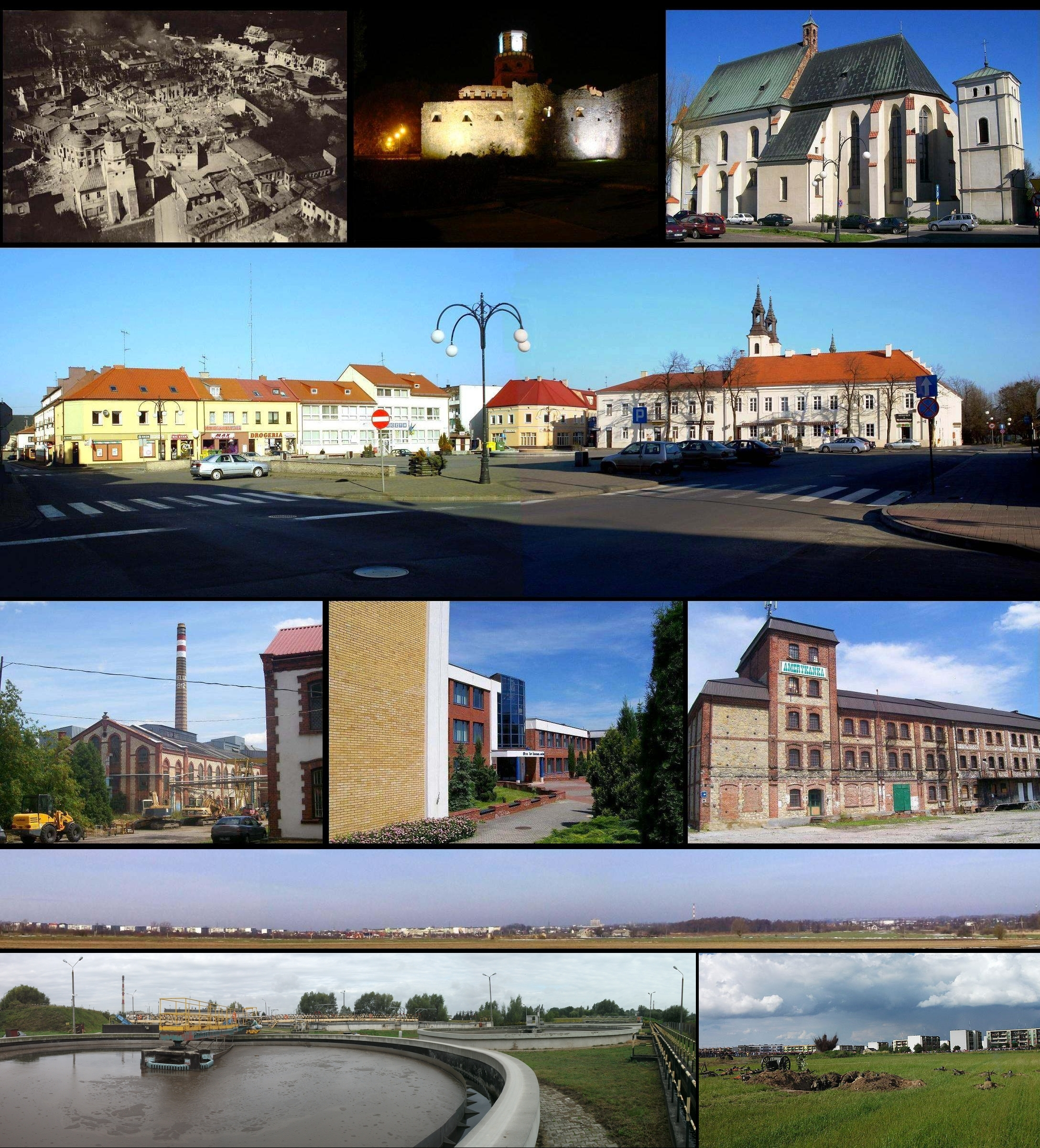

비엘룬(폴란드어: Wieluń)은 폴란드 중부 우치주에 위치한 도시로, 면적은 16.9km2, 인구는 24,347명(2006년 기준), 인구 밀도는 1,400명/km2이다. 1975년부터 1998년까지는 시에라츠 주에 속해 있었다.

시기
시 문장

## 역사
1939년 9월 1일 독일 공군의 공습으로 제2차 세계 대전이 시작되었다. 독일 공군은 도심 대부분을 파괴했으며 이 공습으로 인해 1,200명이 사망하고 시 전체 건물 가운데 약 75%가 파괴되었다.

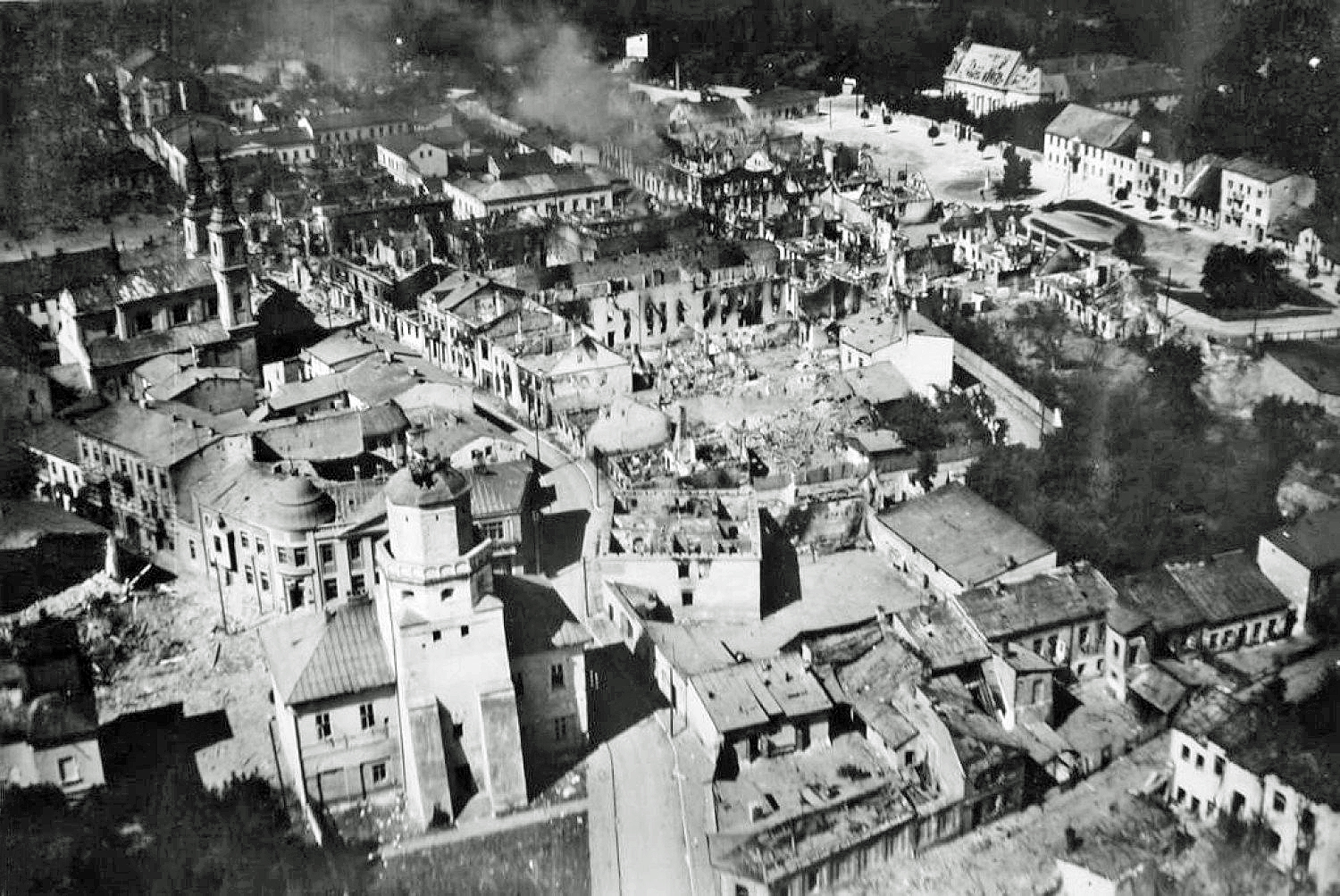
1939년 당시의 비엘룬